# La compromissione
La compromissione è un romanzo di Mario Pomilio, pubblicato nel 1965 e vincitore del Premio Campiello.
Il libro è stato tradotto in inglese.

## Trama
Marco Berardi è un giovane professore di liceo. Socialista, è segretario della sezione locale del PSI (Partito socialista italiano), però ha molti contatti con i comunisti locali e vagheggia di unirsi a loro. Contemporaneamente ha un legame amoroso con Amelia De Ritis, appartenente ad una delle famiglie più altolocate e ricche della città. La ragazza non ha difficoltà ad accettare in Marco l'uomo di idee differenti dalle sue, cattoliche e borghesi.
Nell'Italia di allora, socialisti e comunisti hanno subito una pesante sconfitta alle elezioni politiche e tuttavia si ostinano a considerare l'alto numero di voti ricevuti come una specie di vittoria, come se perdere di misura non sia perdere. E infatti lo Stato italiano entra nella NATO e la possibilità dell'influenza dell'URSS, auspicata dalle Sinistre italiane, è considerata dai democristiani al potere come un pericolo scampato.
Nel susseguirsi degli eventi, Marco comincia a divenire dubbioso sulla validità delle sue convinzioni, ma non capisce cosa gli stia realmente accadendo. Una sera, il padre di Amelia sorprende i due giovani che si stanno baciando e invita Marco a entrare in casa a fare conoscenza. Avvocato e persona molto paterna, egli fa sentire il giovane a suo agio, tanto da convincerlo ad andare assieme a confessarsi al convento dei Cappuccini. Un grave malinteso prende dimora nell'animo di Marco, che trova naturale accontentare l'amorevole signore. Ben presto si programma un matrimonio in chiesa con Amelia.
Invece la giovane si risente verso Marco perché avrebbe preferito che lui lottasse per le sue idee, oppure agisse in nome di un cambiamento interiore. L'aver intrapreso la strada del compromesso religioso, sia pure per far piacere al padre, è ritenuto dalla donna un atto vile. Ciò rovina gli ultimi mesi del loro fidanzamento. Intanto Marco si stacca dagli amici perché li sente ostili, tanto più che si era già fatto espellere dal Partito socialista.
Passano i mesi, Marco e Amelia si sposano e fanno una vita agiata, Amelia aspetta un bambino. Tuttavia i due non ritrovano più l'armonia di un tempo. Avviene anche che uno degli amici di Marco si debba sposare civilmente, perché ha messo incinta una compagna di partito. In questa circostanza tutti bevono troppo ed esplode un litigio in cui si rinfaccia a Marco la sua entrata nella borghesia e le sue conoscenze in alto loco. Sconvolto, Marco torna a casa e qui litiga anche con Amelia che gli dice chiaro e tondo come lei sia delusa della sua mancanza di fermezza e della sua facilità ad accettare ogni compromesso. Ancor più amareggiato, il giovane esce di casa e gira a vuoto per la città.
Più tardi, entrato in un bar, Marco viene avvertito dalla proprietaria che è stato cercato al telefono e che la moglie è stata condotta in ospedale. Marco sa che il momento del parto non è ancora venuto e si precipita da Amelia, la quale soffre orribilmente. Nelle ore successive il primario si trova a scegliere se salvare la donna o la creatura e non esita: la vita ad Amelia. Lei chiede a Marco di perdonarla se non saprà dargli un figlio, ma ancora una volta Marco trasecola. La moglie viene condotta in sala operatoria e quando esce ha gravi crisi nervose alla presenza del marito, cosicché lo si fa uscire.
Dopo la morte del loro bimbo, Marco e Amelia resteranno insieme nella tristezza e nell'incapacità di offrirsi un amore riconciliato. Tutte le domeniche lei obbliga Marco a condurla al cimitero e tutte le mattine va a messa. Invece lui non si riunisce ai suoi vecchi amici e pensa con rammarico e con autodisprezzo di essere fallito, di aver sprecato i doni della vita. Soprattutto riflette sulla condizione di chi, come lui, si è rivelato incapace di certezze e di rifiuti.

## Edizioni
- M. Pomilio, La compromissione, ed. Vallecchi, Firenze 1965;
- M. Pomilio, La compromissione, ed. Rusconi, Milano 1978;
- M. Pomilio, La compromissione, introduzione di Fulvio Scaglione, ed. Mondadori, Milano 1989;